# St. Louis Eagles
St. Louis Eagles – amerykański klub hokeja na lodzie z siedzibą w Saint Louis działający w latach 1893–1935.

## Historia
St. Louis Eagles powstał dzięki przeniesieniu pierwszego zespołu Ottawa Senators w 1934 roku, grał w National Hockey League w sezonie 1934/1935.